# Wejdo
Wejdo – wieś sołecka w Polsce, położona w województwie mazowieckim, w powiecie ostrołęckim, w gminie Łyse.
W latach 1975–1998 wieś administracyjnie należała do województwa ostrołęckiego.
| SIMC    | Nazwa      | Rodzaj    |
| ------- | ---------- | --------- |
| 0513969 | Biele      | część wsi |
| 0513975 | Brzezinki  | część wsi |
| 0513981 | Cieciorka  | część wsi |
| 0513998 | Cółno      | część wsi |
| 0514006 | Górki      | część wsi |
| 0514012 | Grzęda     | część wsi |
| 0514029 | Na Szaście | część wsi |
| 0514035 | Okrągłe    | część wsi |
| 0514041 | Popielicha | część wsi |
| 0514058 | Za Bycze   | część wsi |
| 0514064 | Za Grzędą  | część wsi |
| 0514070 | Za Gusce   | część wsi |
| 0514087 | Za Gusce   | część wsi |
| 0514093 | Zabagnie   | część wsi |

Wierni Kościoła rzymskokatolickiego należą do parafii Chrystusa Króla Wszechświata w Łysych.

## Historia
Wieś brała udział w powstaniu Kurpiów w starostwie łomżyńskim w 1738 r.
W latach 1921–1939 wieś leżała w województwie białostockim, w powiecie kolneńskim (od 1932 w powiecie ostrołęckim), w gminie Łyse.
Według Powszechnego Spisu Ludności z 1921 roku zamieszkiwało tu 400 osób w 81 budynkach mieszkalnych. Miejscowość należała do parafii rzymskokatolickiej w m. Lipniki. Podlegała pod Sąd Grodzki w Kolnie i Okręgowy w Łomży; właściwy urząd pocztowy mieścił się w m. Łyse.
W wyniku agresji Niemiec we wrześniu 1939, miejscowość została przyłączona do III Rzeszy i znalazła się w strukturach Landkreis Scharfenwiese (ostrołęcki) w rejencji ciechanowskiej (Regierungsbezirk Zichenau) Prus Wschodnich.